# Sun Stone
| Recensione            | Giudizio |
| --------------------- | -------- |
| All About Jazz        |          |
| All About Jazz        |          |
| DownBeat              |          |
| Jazz Journal          |          |
| Concerto              |          |
| Sk.jazz               |          |
| Jazzport              |          |
| JazzWax               | /        |
| Chicago Jazz Magazine | /        |
| Salt Peanuts          | /        |
| Jazzrytmit            | /        |
| Jazz Hot              | /        |
| JazzdaGama            | /        |

Sun Stone è il sedicesimo album in studio registrato negli Stati Uniti d'America da Roberto Magris per la casa discografica JMood di Kansas City ed è stato pubblicato nel 2019. È un disco di genere be-bop e Straight ahead jazz, che testimonia l’incontro musicale avvenuto a Miami nel 2017 tra Roberto Magris ed il multistrumentista Ira Sullivan (n. 1931). La rivista francese Jazzhot ha inserito Sun Stone tra le novità discografiche indispensabili nel 2019.

## Tracce
1. Sun Stone – 9:34 (Roberto Magris)
2. Innamorati a Milano – 9:23 (Memo Remigi)
3. Planet of Love – 7:56 (Roberto Magris)
4. Maliblues – 11:00 (Roberto Magris)
5. Beauty is Forever! – 7:45 (Roberto Magris)
6. Look at the Stars – 11:24 (Roberto Magris)
7. Sun Stone II – 9:31 (Roberto Magris)

## Musicisti
- Shareef Clayton – tromba
- Ira Sullivan – flauto, sassofono contralto e sassofono soprano
- Mark Colby – sassofono tenore
- Roberto Magris – pianoforte
- Jamie Ousley – contrabbasso
- Rodolfo Zuniga – batteria